# Balthasar von Weymarn
Balthasar von Weymarn (* 1968 in Heidelberg) ist ein deutscher Autor und (Hörspiel-)Regisseur.

## Leben
Von Weymarn studierte zunächst Theaterwissenschaften, Amerikanistik und Journalistik in München, danach Filmproduktion an der HMS. Nach beruflichen Stationen bei Bavaria Film, Odeon Film, Tandem Communications und der Kinofabrika gründete er 2006 zusammen mit seinem Cousin Jochim Redeker die Produktionsfirma Interplanar.
2007 erschien „Bordbuch Delta VII“ – die erste Folge der Hörspielserie „Mark Brandis“ – bei Steinbach sprechende Bücher. Ab 2012 übernahm Universal Music die Veröffentlichung der weiteren und der schon existierenden Folgen.
Mit dem Kurzfilm Appassionata (2008) gelang von Weymarn ein erster Erfolg als Drehbuchautor. Der Film wurde zu 31 Filmfestivals eingeladen und vier Mal ausgezeichnet.

## Hörspiele
| Jahr | Titel | Funktion | Funktion   | Funktion | Anmerkungen                                                           |
| Jahr | Titel | Vorlage  | Manuskript | Regie    | Anmerkungen                                                           |
| ---- | --- | -------- | ---------- | -------- | --------------------------------------------------------------------- |
| 2007 | MARK BRANDIS Bordbuch Delta VII - Folgenreich/Universal: CD, Download; ISBN 978-3-88698-918-8                                | Nein     | Nein       | Ja       |                                                                       |
| 2008 | MARK BRANDIS Verrat auf der Venus - Folgenreich/Universal: CD, Download; ISBN 978-3-88698-773-3                              | Nein     | Ja         | Ja       |                                                                       |
| 2008 | MARK BRANDIS Unternehmen Delphin - Folgenreich/Universal: CD, Download; ISBN 978-3-88698-939-3                               | Nein     | Ja         | Ja       |                                                                       |
| 2009 | MARK BRANDIS Aufstand der Roboter - Folgenreich/Universal: CD, Download; ISBN 978-3-88698-436-7                              | Nein     | Ja         | Ja       |                                                                       |
| 2009 | MARK BRANDIS Testakte Kolibri 1 & 2 - Folgenreich/Universal: CD, Download; ISBN 978-3-8291-2314-3 / ISBN 978-3-8291-2313-6   | Nein     | Ja         | Ja       |                                                                       |
| 2010 | MARK BRANDIS Vorstoß zum Uranus 1 & 2 - Folgenreich/Universal: CD, Download; ISBN 978-3-8291-2315-0 / ISBN 978-3-8291-2316-7 | Nein     | Ja         | Ja       |                                                                       |
| 2010 | MARK BRANDIS Raumsonde Epsilon 1 & 2 - Folgenreich/Universal: CD, Download; ISBN 978-3-8291-2317-4 / ISBN 978-3-8291-2318-1  | Nein     | Ja         | Ja       |                                                                       |
| 2010 | MARK BRANDIS Die Vollstrecker 1 & 2 - Folgenreich/Universal: CD, Download; ISBN 978-3-8291-2376-1 / ISBN 978-3-8291-2377-8   | Nein     | Ja         | Ja       |                                                                       |
| 2011 | MARK BRANDIS PILGRIM 2000 1 & 2 - Folgenreich/Universal: CD, Download; ISBN 978-3-8291-2436-2 / ISBN 978-3-8291-2437-9       | Nein     | Ja         | Ja       |                                                                       |
| 2011 | MARK BRANDIS Aktenzeichen: illegal - Folgenreich/Universal: CD, Download; ISBN 978-3-8291-2438-6                             | Nein     | Ja         | Ja       | Manuskript zus. mit Regina Schleheck                                  |
| 2011 | MARK BRANDIS Operation Sonnenfracht - Folgenreich/Universal: CD, Download; ISBN 978-3-8291-2439-3                            | Nein     | Ja         | Ja       |                                                                       |
| 2011 | MARK BRANDIS Alarm für die Erde 1 & 2                                                                                        | Nein     | Ja         | Ja       |                                                                       |
| 2012 | MARK BRANDIS Sirius-Patrouille 1 & 2                                                                                         | Nein     | Ja         | Ja       |                                                                       |
| 2012 | MARK BRANDIS Lautlose Bombe 1 & 2                                                                                            | Nein     | Ja         | Ja       |                                                                       |
| 2013 | MARK BRANDIS Triton-Passage                                                                                                  | Nein     | Ja         | Ja       |                                                                       |
| 2013 | MARK BRANDIS Blindflug zur Schlange                                                                                          | Nein     | Ja         | Ja       |                                                                       |
| 2013 | MARK BRANDIS Raumposition Oberon                                                                                             | Nein     | Ja         | Ja       |                                                                       |
| 2013 | Ender’s Game -- Das ungekürzte Hörspiel                                                                                      | Nein     | Nein       | Ja       |                                                                       |
| 2013 | MARK BRANDIS Ikarus, Ikarus …                                                                                                | Nein     | Ja         | Ja       |                                                                       |
| 2014 | MARK BRANDIS Metropolis-Konvoi                                                                                               | Nein     | Ja         | Ja       |                                                                       |
| 2014 | MARK BRANDIS, RAUMKADETT Aufbruch zu den Sternen - Folgenreich/Universal                                                     | Nein     | Ja         | Ja       | auf Grundlage der gleichn. Kurzgeschichte von Nikolai von Michalewsky |
| 2014 | MARK BRANDIS, RAUMKADETT Verloren im All - Folgenreich/Universal                                                             | Ja       | Ja         | Ja       |                                                                       |
| 2014 | MARK BRANDIS Die Zeitspule 1 & 2                                                                                             | Nein     | Ja         | Ja       |                                                                       |
| 2014 | MARK BRANDIS Planetaktion Z                                                                                                  | Nein     | Ja         | Ja       |                                                                       |
| 2015 | MARK BRANDIS Geheimsache Wetterhahn                                                                                          | Nein     | Ja         | Ja       |                                                                       |
| 2015 | MARK BRANDIS, RAUMKADETT Tatort Astronautenschule - Folgenreich/Universal                                                    | Ja       | Ja         | Ja       |                                                                       |
| 2015 | MARK BRANDIS, RAUMKADETT Hinter den Linien - Folgenreich/Universal                                                           | Ja       | Ja         | Ja       |                                                                       |
| 2015 | MARK BRANDIS, RAUMKADETT Woran du glaubst …                                                                                  | Ja       | Ja         | Ja       |                                                                       |
| 2015 | MARK BRANDIS Der Pandora-Zwischenfall                                                                                        | Nein     | Ja         | Ja       |                                                                       |
| 2015 | MARK BRANDIS, RAUMKADETT Der Aladin-Schachzug - Folgenreich/Universal                                                        | Ja       | Ja         | Ja       |                                                                       |
| 2016 | MARK BRANDIS, RAUMKADETT Laurin                                                                                              | Ja       | Ja         | Ja       |                                                                       |
| 2016 | MARK BRANDIS, RAUMKADETT Mondschatten                                                                                        | Ja       | Ja         | Ja       |                                                                       |
| 2016 | MARK BRANDIS, RAUMKADETT Endstation Pallas                                                                                   | Ja       | Ja         | Ja       |                                                                       |
| 2016 | Das kalte Herz - Holysoft GmbH; ISBN 978-3-939174-22-6                                                                       | Nein     | Ja         | Nein     |                                                                       |
| 2016 | MARK BRANDIS, RAUMKADETT Zwischen den Fronten                                                                                | Ja       | Ja         | Ja       |                                                                       |
| 2017 | MARK BRANDIS, RAUMKADETT Das Jupiter-Risiko                                                                                  | Ja       | Ja         | Ja       |                                                                       |
| 2017 | MARK BRANDIS, RAUMKADETT Der Fall Rublew                                                                                     | Ja       | Ja         | Ja       |                                                                       |
| 2017 | Der Prinz und der Bettelknabe Holysoft GmbH; ISBN 978-3-939174-17-2                                                          | Nein     | Ja         | Nein     |                                                                       |
| 2018 | Die Chroniken der Seelenwächter - Die Suche beginnt                                                                          | Nein     | Ja         | Ja       |                                                                       |
| 2018 | Von einem, der auszog, das Gruseln zu lernen Holysoft GmbH; ISBN 978-3-939174-30-1                                           | Nein     | Ja         | Nein     |                                                                       |
| 2019 | Tierarzt Dr. Tierazzt - Weltraumveterinär                                                                                    | Nein     | Nein       | Ja       | sechsteiliges Podcast-Hörspiel für argon.lab                          |
| 2021 | Und auf Erden Stille - 1. Staffel (10 Episoden)                                                                              | Ja       | Ja         | Ja       |                                                                       |
| 2021 | Thorne Smith: Das Nachtleben der Götter                                                                                      | Nein     | Ja         | Ja       |                                                                       |
| 2022 | Und auf Erden Stille - 2. Staffel (10 Episoden)                                                                              | Ja       | Ja         | Ja       |                                                                       |
| 2022 | Der Thron der Nibelungen - 1. Staffel (6 Episoden)                                                                           | Ja       | Ja         | Ja       |                                                                       |
| 2024 | Der Thron der Nibelungen - 2. Staffel (6 Episoden)                                                                           | Ja       | Ja         | Ja       |                                                                       |

## Werke als Drehbuchautor
- 1995: Redemption (Short)[52]
- 2001: Ein Fall für zwei - Einsamer Wolf; Dir.Michael Zens[53]
- 2008: Appassionata (Short) - Dir. Mirko Echghi-Ghamsari[54][55]
- 2009: Greed: Black Border[56]
- 2018: Großstadtrevier - Drah di net um; Dir. Nina Wolfrum[57]

## Auszeichnungen (Auszug) und Bemerkenswertes
- Deutscher Phantastikpreis 2008 für Mark Brandis - Bordbuch Delta VII
- Final-Nominierungen Deutscher Phantastik-Preis 2009, 2010, 2017
- Final-Nominierungen Ohrkanus 2010, 2011, 2012 für „Beste Serie“
- Final-Nominierung Ohrkanus 2011 für „Beste Regie“
- Longlist Dt. Hörbuchpreis 2014, Kategorie „Das besondere Hörbuch / Beste Science-Fiction“